# Centre Panthéon
Ne doit pas être confondu avec École de droit de la Sorbonne ou Faculté de droit de Paris.
Pour l'ancienne faculté, voir Faculté de droit de Paris.
Le centre Panthéon, dit aussi école de droit de Paris, est un bâtiment du 5e arrondissement de Paris, situé au 12, place du Panthéon, abritant actuellement les présidences des universités Panthéon-Sorbonne et Panthéon-Assas, ainsi que le Collège et École de droit de Paris II et l'École de droit de la Sorbonne. Il a été conçu par l'architecte Jacques-Germain Soufflot entre 1771 et 1773. Il est depuis le 6 janvier 1926 inscrit aux monuments historiques.

## Histoire
Le 16 novembre 1753, Louis XV ordonne la construction, au sommet de la montagne Sainte-Geneviève, d’un édifice pour accueillir les étudiants en droit et leurs professeurs. 
Au cours de la réorganisation de l'Université qui fait suite à l'expulsion des jésuites du collège de Lisieux en 1762, Daniel-Charles Trudaine, administrateur des ponts et chaussées et docteur honoraire de la faculté des droits, accorde la construction d’un nouveau bâtiment pour la faculté à l'emplacement du collège de Lisieux. Jacques-Germain Soufflot, grand architecte français et contrôleur des bâtiments du Roi est désigné pour la construction de l'édifice qui durera de 1771 à 1773. D’abord établie rue Saint-Jean-de-Beauvais, au sein du Collège Royal, l'édifice ouvre en 1774 et est officiellement inauguré en 1783. 
Fermée en 1793 comme toutes les facultés de l'ancienne université de Paris, la faculté des droits ouvre de nouveau le 22 novembre 1805, après la promulgation du Code civil, portant création des écoles modernes de droit. 

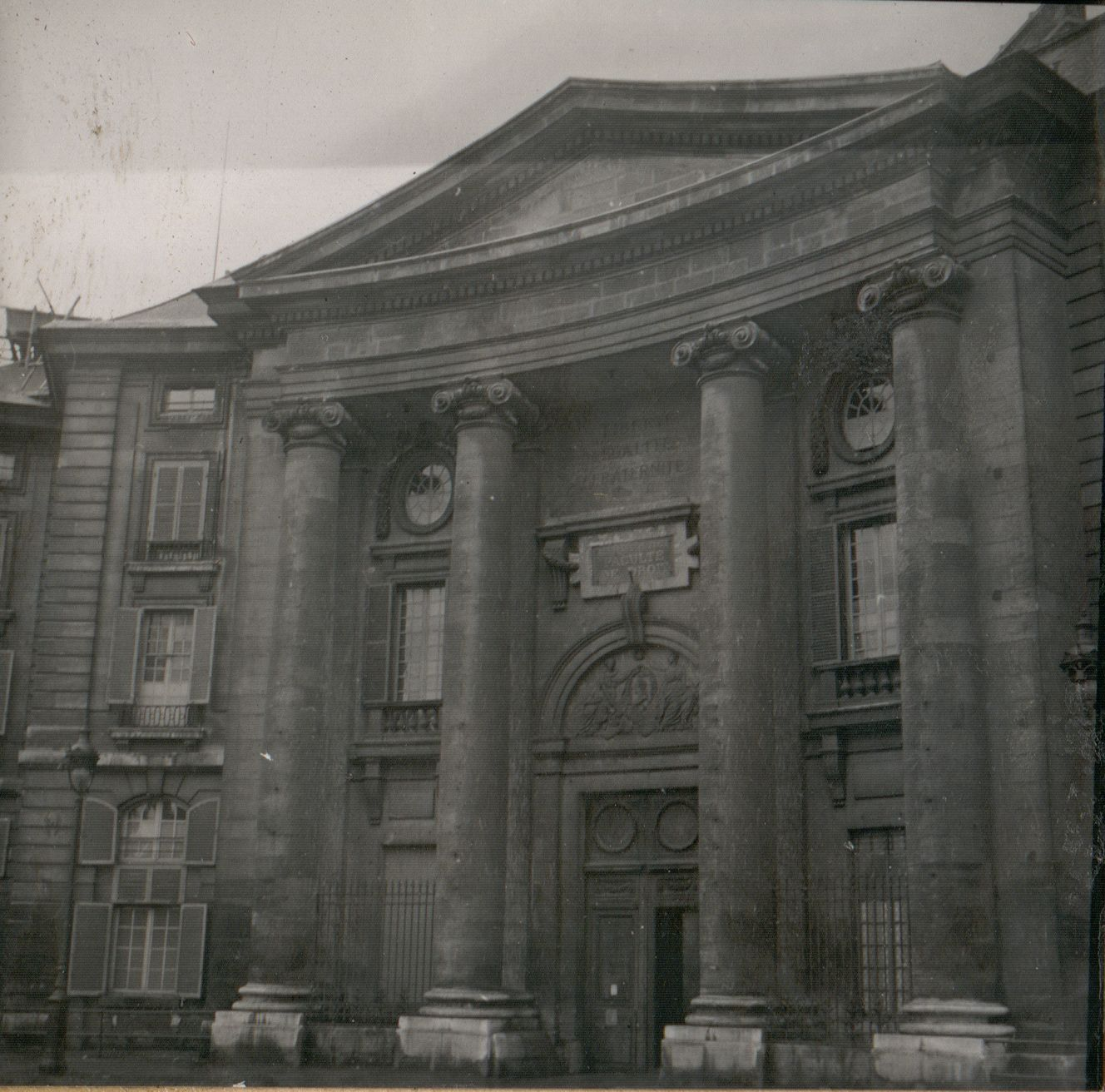
L'Entrée de la faculté de droit de Paris, 1940 (Bibliothèque interuniversitaire de la Sorbonne, NuBIS.

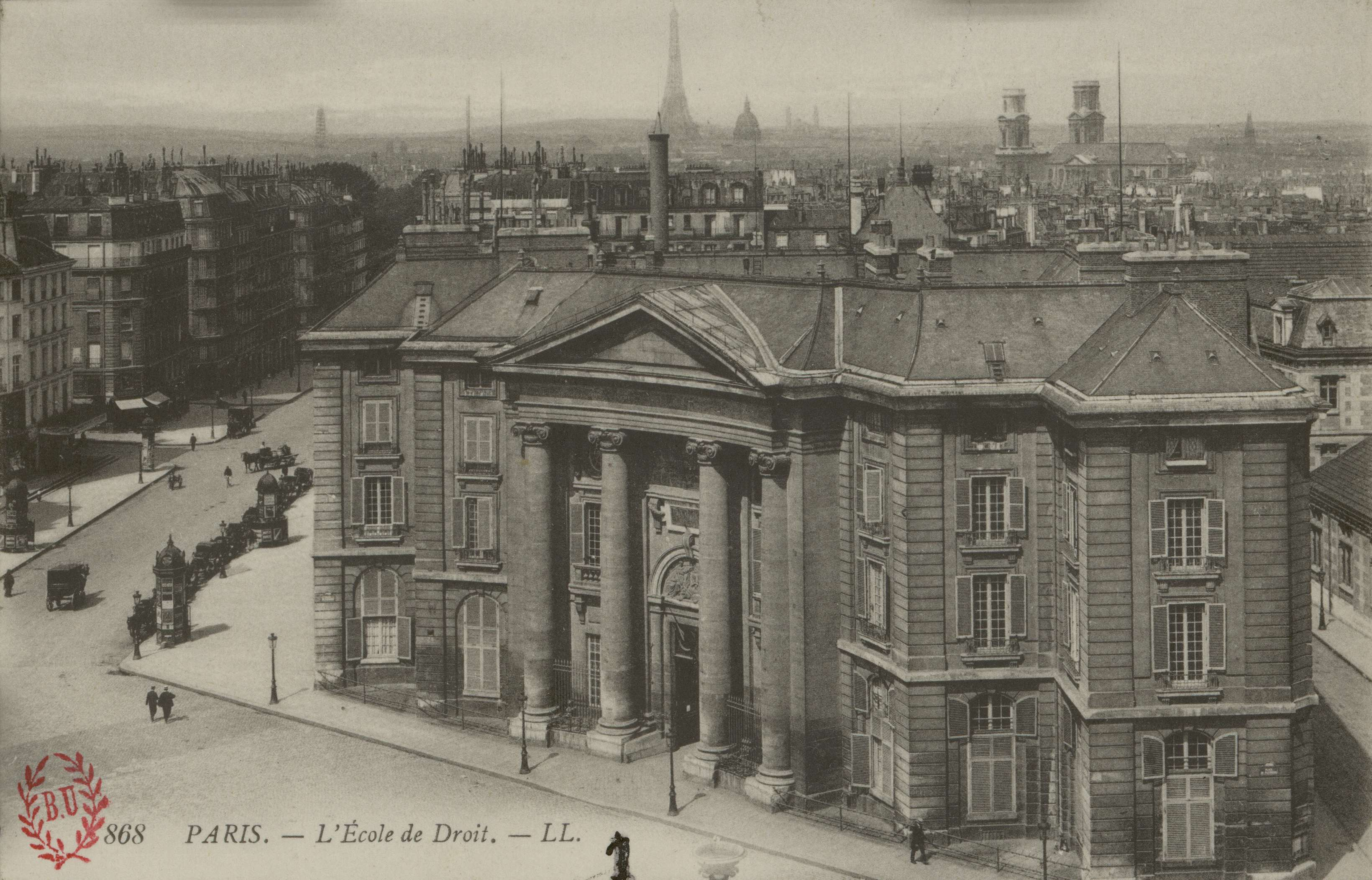
L'École de droit de Paris (Bibliothèque interuniversitaire de la Sorbonne, NuBIS.

### Partition de l'Université de Paris
Depuis la loi Edgar Faure et la scission de l'université de Paris en 1970, les locaux du centre Panthéon sont partagés entre les présidences des universités Panthéon-Sorbonne et de Panthéon-Assas ainsi que l'École de droit de la Sorbonne rattaché à l'université Panthéon-Sorbonne et le Collège et l'École de droit de l'université Panthéon-Assas,.

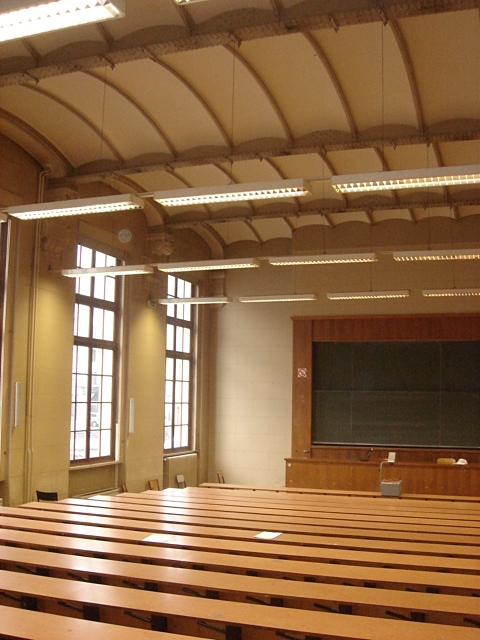
Un amphithéâtre du centre Panthéon en 2008.

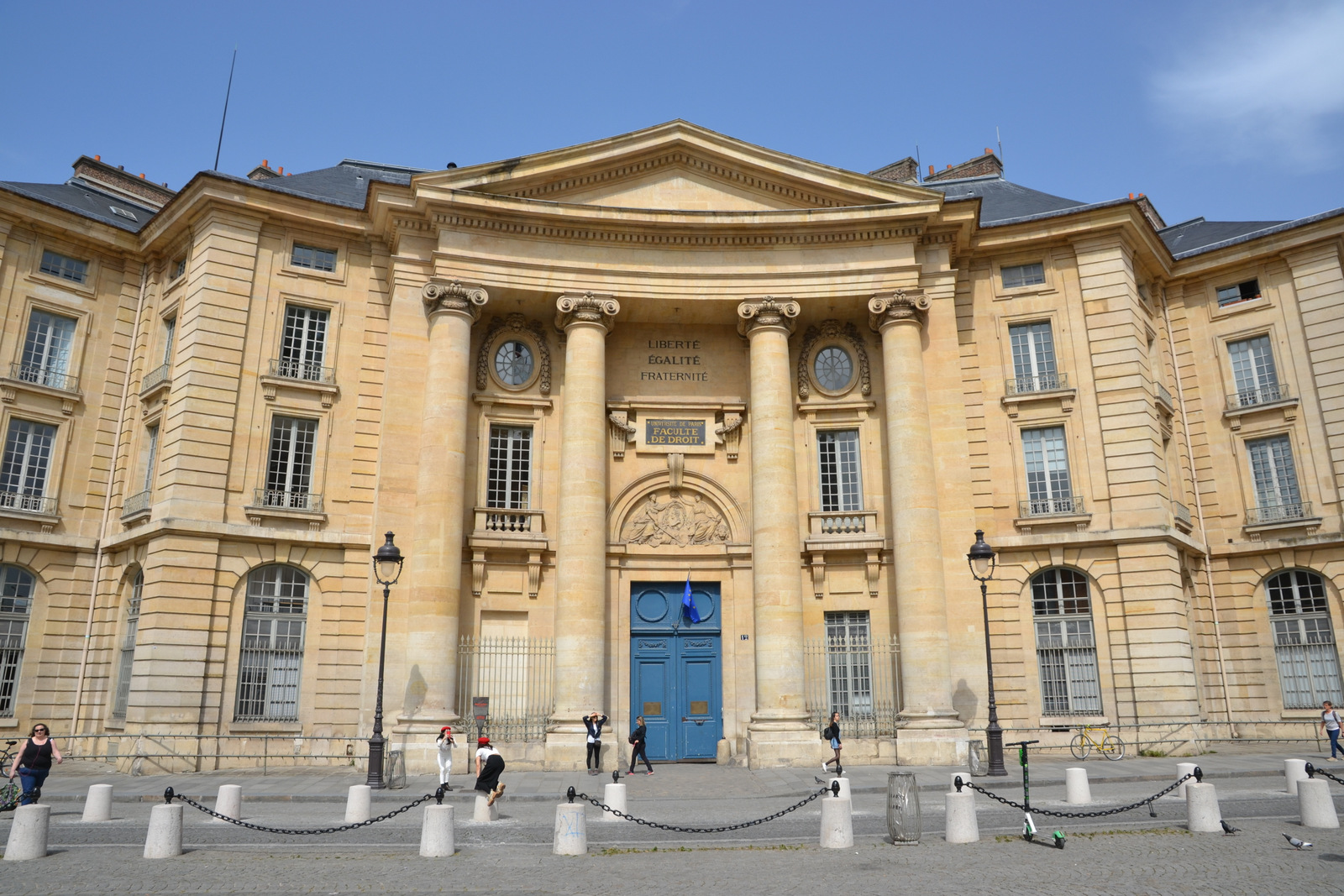
La façade de l'édifice en 2019.